# Lovelock (Nevada)
Lovelock ist eine Stadt im US-Bundesstaat Nevada. Sie liegt im Pershing County und ist dessen County Seat. Das U.S. Census Bureau hat bei der Volkszählung 2020 eine Einwohnerzahl von 1.805 ermittelt.
Lovelock lag im Zentrum des Humboldt Projects.

## Geografie
Die Stadt liegt im Westen Nevadas am Ufer des Humboldt Rivers.
Nach den Angaben des United States Census Bureaus hat die Stadt eine Fläche von 2,2 km², die ausschließlich aus Land bestehen.

## Demografie
Zum Zeitpunkt des United States Census 2000 bewohnten 2003 Personen die Stadt. Die Bevölkerungsdichte betrug 888,9 Personen pro km². Es gab 951 Wohneinheiten, durchschnittlich 422 pro km². Die Bevölkerung von Lovelock bestand zu 76,49 % aus Weißen, 0,80 % Schwarzen oder African American, 7,14 % Native American, 0,70 % Asian, 0,20 % Pacific Islander, 10,03 % gaben an, anderen Rassen anzugehören und 4,64 % nannten zwei oder mehr Rassen. 24,21 % der Bevölkerung erklärten, Hispanos oder Latinos jeglicher Rasse zu sein.
Die Bewohner Lovelocks verteilten sich auf 778 Haushalte, von denen in 33,5 % Kinder unter 18 Jahren lebten. 47,8 % der Haushalte stellten Verheiratete, 9,3 % hatten einen weiblichen Haushaltsvorstand ohne Ehemann und 36,6 % bildeten keine Familien. 31,5 % der Haushalte bestanden aus Einzelpersonen und in 12,5 % aller Haushalte lebte jemand im Alter von 65 Jahren oder mehr alleine. Die durchschnittliche Haushaltsgröße betrug 2,52 und die durchschnittliche Familiengröße 3,22 Personen.
Die Stadtbevölkerung verteilte sich auf 31,2 % Minderjährige, 7,5 % 18–24-Jährige, 27,2 % 25–44-Jährige, 20,9 % 45–64-Jährige und 13,3 % im Alter von 65 Jahren oder mehr. Das Durchschnittsalter betrug 34 Jahre. Auf jeweils 100 Frauen entfielen 107,8 Männer. Bei den über 18-Jährigen entfielen auf 100 Frauen 105,2 Männer.
Das mittlere Haushaltseinkommen in Lovelock betrug 34.563 US-Dollar und das mittlere Familieneinkommen erreichte die Höhe von 40.885 US-Dollar. Das Durchschnittseinkommen der Männer betrug 35.658 US-Dollar, gegenüber 27.371 US-Dollar bei den Frauen. Das Pro-Kopf-Einkommen in Lovelock war 17.233 US-Dollar. 9,6 % der Bevölkerung und 14,2 % der Familien hatten ein Einkommen unterhalb der Armutsgrenze, davon waren 18,9 % der Minderjährigen und 10,3 % der Altersgruppe 65 Jahre und mehr betroffen.

## Besonderheiten
Das Lovelock Correctional Center ist als Abteilung des Nevada Department of Corrections das Gefängnis der Stadt, O. J. Simpson verbüßte dort bis zum 30. September 2017 seine Haftstrafe.

## Persönlichkeiten
- Alan Bible (1909–1988), US-Senator
- Charles Hinton Russell (1903–1989), von 1951 bis 1959 Gouverneur von Nevada